# Saint-Hilaire-de-Beauvoir
Saint-Hilaire-de-Beauvoir è un comune francese di 371 abitanti situato nel dipartimento dell'Hérault nella regione dell'Occitania.

## Società

### Evoluzione demografica
Abitanti censiti